# センターボ
センターボ（centavo）は、スペイン語及びポルトガル語で100分の1を意味し、世界中の多くの国で基本的な通貨単位の100分の1を表す補助単位である。

## 現在使用される通貨
- アルゼンチン・ペソ
- ボリビアーノ
- レアル
- カーボベルデ・エスクード
- コロンビア・ペソ
- キューバ・ペソ
- ドミニカ・ペソ
- 東ティモール・センターボ
- エクアドル・センターボ（英語版）
- ケツァル
- レンピラ
- メキシコ・ペソ
- メティカル
- ニカラグア・コルドバ
- フィリピン・ペソ

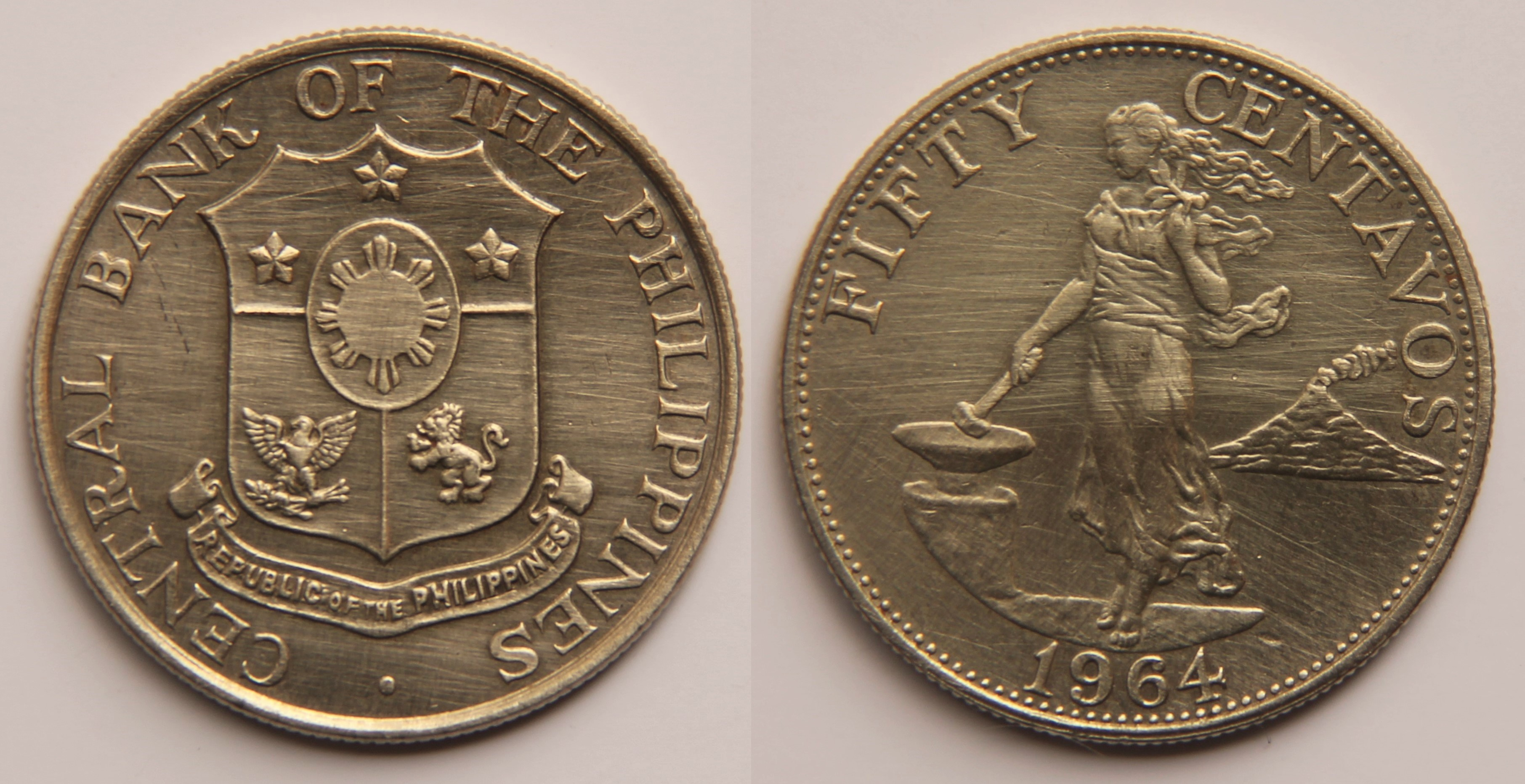
英語の50フィリピン・センターボ(1964年)
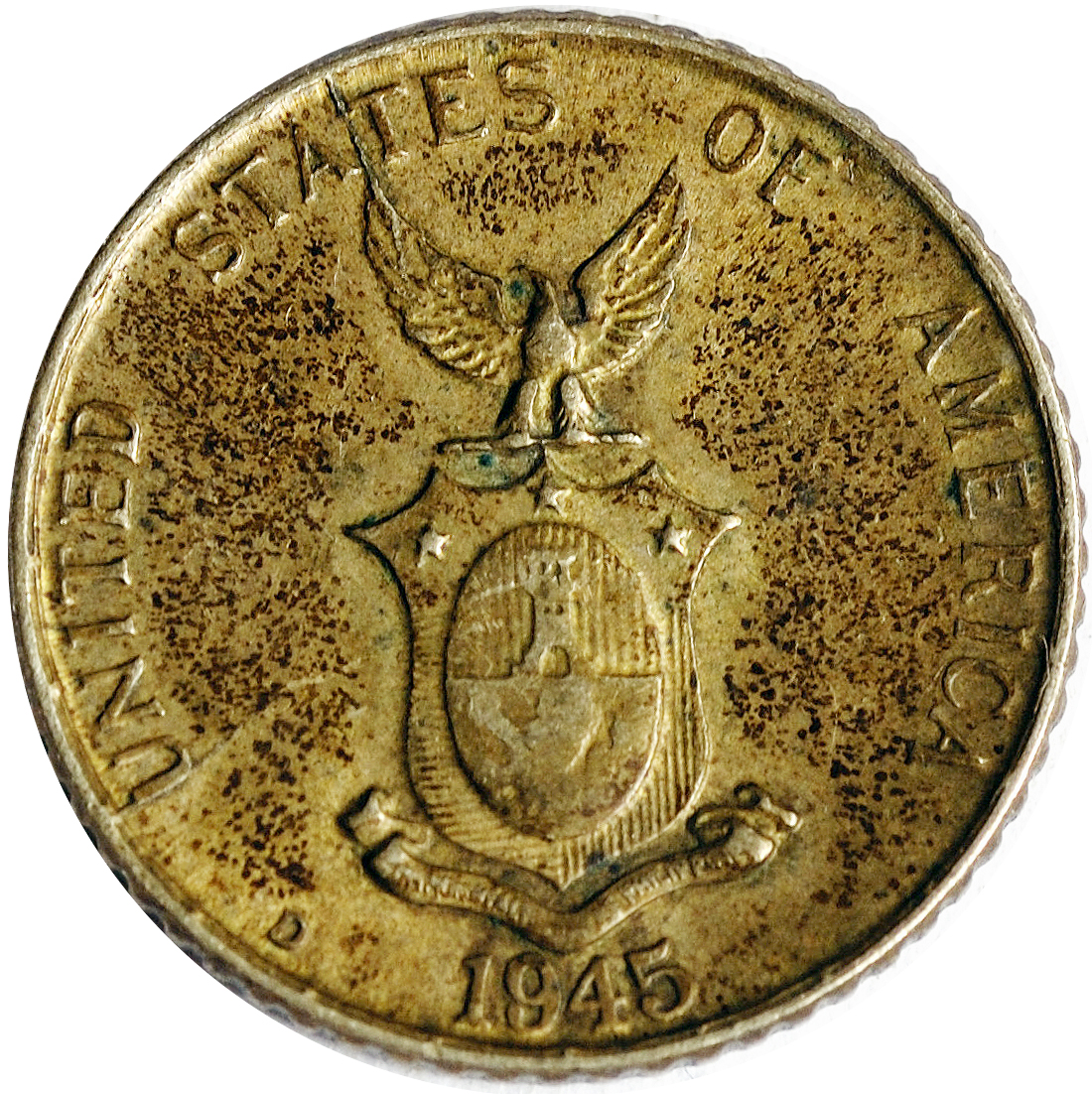
10フィリピン・センターボ(1945年)
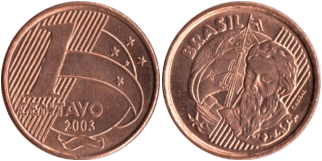
1ブラジル・センターボ(2003年)
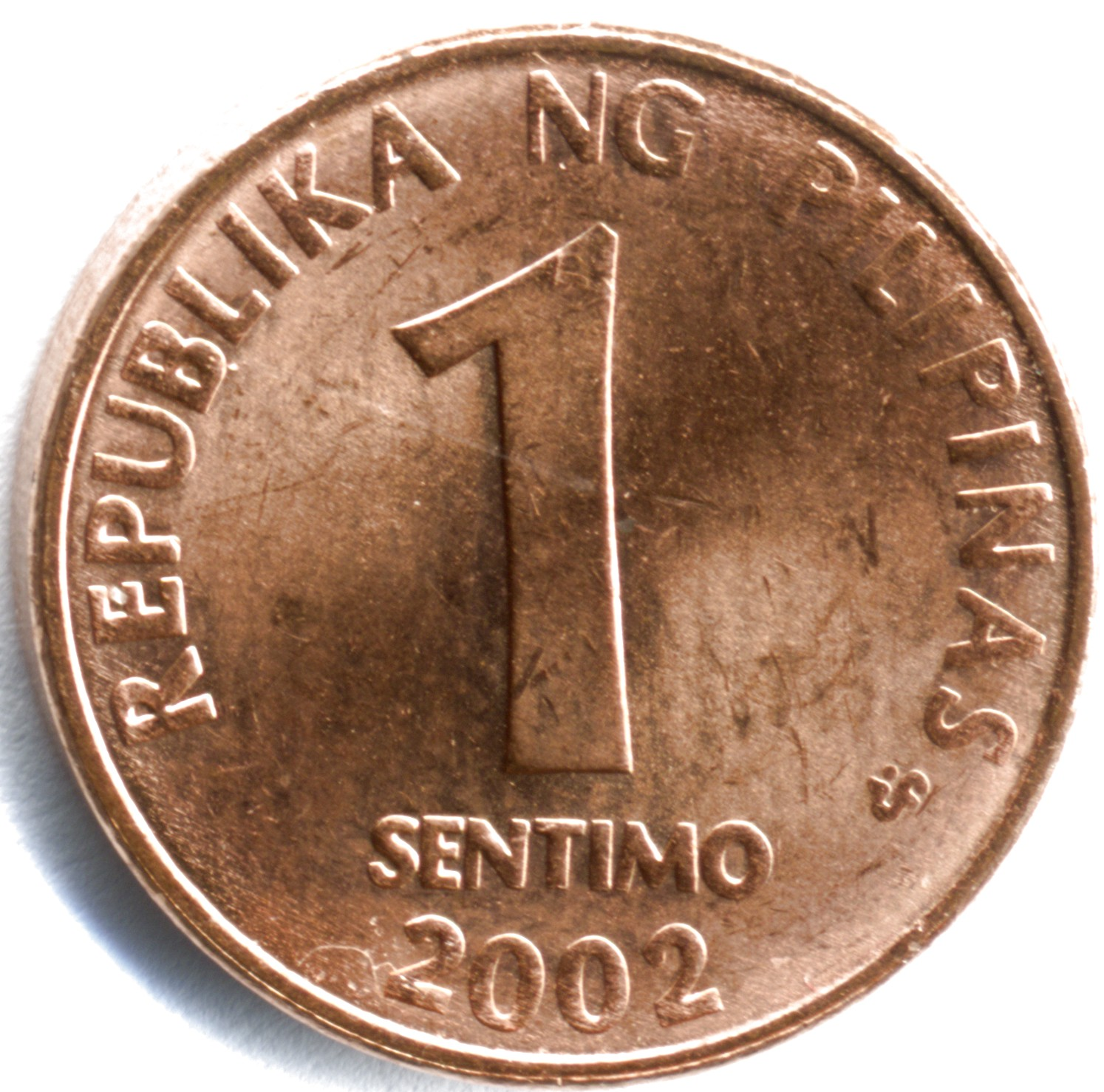
1フィリピン・センターボ(2002年)

## 過去使用された通貨
この一覧は未完成です。加筆、訂正して下さる協力者を求めています。
- Brazilian cruzeiro（1942-1986年、1990-1993年）
- クルザード (ブラジルの通貨)（1986-1989年）
- en:Brazilian cruzado novo（1989-1990年）
- コスタリカ・コロン（1917-1920年のみ。他はセンティモ）
- en:Ecuadorian sucre（2000年にスクレが米ドルに置き換えられた後も、新たなセンターボ硬貨（英語版）が流通し続けた）
- サルバドール・コロン
- ギニアビサウ・ペソ
- en:Mozambican escudo
- ポルトガル・エスクード（ユーロ導入前）
- ポルトガル領ギニア・エスクード
- en:Portuguese Indian escudo
- en:Puerto Rican peso
- サントメ・プリンシペ・エスクード
- en:Venezuelan venezolano
- en:Venezuelan peso
- en:Chilean Cent（1975-1983年、チリ・ペソの補助単位として）